# Greg Smallman
Greg Smallman (Austràlia, 19 de juny de 1947) és un lutier de guitarres no tradicionals.
És el primer fabricant australià exitós de guitarres no tradicionals. És conegut a tot el món pels seus dissenys innovadors de guitarres. Tot i que les seves guitarres són exteriorment d'un aspecte similar a la guitarra clàssica espanyola tradicional, hi ha nombroses diferències innovadores.
L'any 1972 va començar a construir guitarres i el 1980 ja havia desenvolupat una tècnica pròpia. Entre les innovacions trobem l'ús d'un alt i arquejada part posterior de la guitarra, la qual és considerablement més gruixuda i més pesada que en una guitarra convencional. El darrere és fet d'una fusta de Madagascar, mentre que la part superior és sempre fet de cedre occidental. La lleugeresa de la part superior combinada amb un sistema únic de travada fa de la guitarra Smallman una guitarra molt sensible a la pulsació de les cordes i amb un so molt arrodonit (gens feble). La part superior de les guitarres Smallman és travada utilitzant un marc compost de fusta de balsa i de fibra de carboni, mentre que les guitarres tradicionals fan servir cedre o avet. També fa servir la fibra de carboni per als reforços (ventall harmònic) de la tapa harmònica.
Els famosos guitarristes clàssics John Williams i Miloš Karadaglić fan servir guitarres de Greg Smallman.
El 1999 la etiqueta Greg Smallman canvià a Greg Smallman & Sons Damon & Kym. El taller de Greg Smallman & Sons es troba a prop d'Esperance, Austràlia Occidental.
Greg Smallman és admirat per com comparteix obertament les seves idees. No les amaga dels seus amics lutiers, ni les patenta. Un nombre gran de lutiers de tot el món han incorporat les innovacions de Smallman als seus dissenys de guitarres.